# 阿伦·罗杰斯
阿伦·查尔斯·罗杰斯（英語：Aaron Charles Rodgers，1983年12月2日—），美式足球四分卫，现效力于國家美式足球聯盟的紐約噴射機队。他于2005年第一轮第24顺位被绿湾包装工队选中。大学时他效力于加利福尼亞大學柏克萊分校的加利福尼亚金熊队，期间他曾打破最低拦截率（1.43%）等多项球队纪录。
在NFL的职业赛场中，他的职业生涯常规赛传球手评份在传球超过1500次的传球手中位列NFL史上首位（104.1分），季后赛传球手评份在传球超过150次的传球手中亦位列第一（105.5分）。此外，他还是职业生涯常规赛四分卫传球拦截率（1.80%）与单赛季传球手评分（122.5分）纪录的保持者。2011年他带领绿湾包装工队获得第四十五届超级杯冠军并荣获最有价值球员，并因此当选2011年美联社年度最佳男运动员。
2019年《福布斯》公佈的全球運動員收入排行榜，阿伦·罗杰斯以年收入8930萬美元，排名第7名。
2021 年，他擔任了兩週的遊戲節目主持人 危险边缘 情節。

## NFL記錄
- NFL史上唯一一位作为先发四分卫前两个赛季都传球超过4000码的球员（2008年、2009年）。
- NFL史上唯一一位单赛季传出45个以上达阵以及不到6个拦截的球员（2020年賽季，48次達陣、5次抄截）。
- NFL史上唯一一位作为先发四分卫，四分衛評比有兩個賽季平均達120（含）以上的球员（2011年、2020年）。
- 单賽季傳球達陣成功次數35次（含）以上（5次，並列最多）。
- 单賽季傳球達陣成功次數及持球衝鋒達陣合計40次（含）以上（5次）。
- 单賽季傳球達陣成功次數40次（含）以上（3次）。
- 单賽季傳球達陣成功次數45次（含）以上（2次）。
- 最快場次達成400次傳球達陣（193場）。
- 最低抄截百分比（2018年賽季，0.3%）。
- 連續402次傳球無抄截。
- 单赛季四分卫评分纪录（2011賽季，122.5）。[8][9]